# Phụ thuộc cocaine
Phụ thuộc cocaine là một nhu cầu tâm lý muốn sử dụng cocaine thường xuyên. Quá liều cocaine có thể dẫn đến tổn thương tim mạch và não, chẳng hạn như: làm hẹp các mạch máu trong não, gây đột quỵ và co thắt các động mạch trong tim; gây đau tim.
Việc sử dụng cocaine tạo ra hưng phấn và một mức năng lượng cao. Nếu dùng với liều lượng lớn, có thể gây ra sự thay đổi tâm trạng, hoang tưởng, mất ngủ, rối loạn tâm thần, huyết áp cao, nhịp tim nhanh, các cơn hoảng loạn, suy giảm nhận thức và thay đổi mạnh mẽ trong tính cách.
Các triệu chứng cai cocaine (còn được gọi là comedown hoặc crash) từ trung bình đến nặng: chứng khó nuốt, trầm cảm, lo lắng, yếu đuối về tâm lý và thể chất, đau đớn và các cơn thèm thuốc mãnh liệt.

## Dấu hiệu và triệu chứng
Cocaine là một chất kích thích mạnh mẽ được biết đến để làm cho người dùng cảm thấy tràn đầy năng lượng, hạnh phúc, nói nhiều, v.v. Theo thời gian, tác dụng phụ tiêu cực bao gồm tăng nhiệt độ cơ thể, nhịp tim không đều hoặc nhanh, huyết áp cao, tăng nguy cơ đau tim, đột quỵ và thậm chí tử vong đột ngột do ngừng tim. Nhiều người lạm dụng thói quen phát triển một tình trạng thoáng qua, giống như hưng cảm giống như rối loạn tâm thần amphetamine và tâm thần phân liệt, có các triệu chứng bao gồm gây hấn, hoang tưởng nặng, bồn chồn, nhầm lẫn  và ảo giác xúc giác; có thể bao gồm cảm giác của một cái gì đó bò dưới da (cãm giác tê rần như kiến bò trên da), hay còn gọi là   "bọ cocaine", trong các đợt dùng cocaine liên tục. Những người sử dụng cocaine cũng đã báo cáo có ý nghĩ tự tử, giảm cân bất thường, khó duy trì các mối quan hệ và vẻ ngoài nhợt nhạt, không khỏe mạnh.